# Lucien Henri Molins
Pour les articles homonymes, voir Molins.
 (décembre 2020).
Lucien François Henri Xavier Molins, né le 3 août 1813 à Toulouse (France) et mort le 18 octobre 1898, est un mathématicien français.
Il est professeur de mathématiques pures à la faculté des sciences de Toulouse de 1838 à 1879.

## Biographie
Il est né à Toulouse le 3 août 1813 à Toulouse d'un père étudiant en droit, Sauveur Raphael, François, Molins et de de Rose Marie Thenge Bernarde Menies.
Il a intégré l'école normale supérieure en 1832, après avoir soutenu l'agrégation en sciences en 1835, il soutient sa thèse de doctorat en mécanique « sur le mouvement des corps flottants. Suivi de « Sur la figure de la terre : Détermination de la figure et des dimensions de la terre », toujours à Paris et à la Sorbonne en 1837,.
Chargé de cours à la faculté des sciences de Toulouse en 1837, il obtenait l'agrégation de Mathématiques en 1840. Il obtient dès lors la chaire de professeur en mathématiques de calcul différentiel et intégral.
Il est fait chevalier dans l'Ordre national de la Légion d'honneur le 13 août 1857 alors qu'il est doyen de la faculté des sciences de Toulouse (1853-1879) ; il a succédé à de Jean-Pierre Boisgiraud.
Il meurt le 18 octobre 1898.